# الدموع السوداء (قصة قصيرة)
«الدموع السوداء» قصة قصيرة للكاتبين الأمريكيين إل سبراج دو كامب ولين كارتر، تصور السيف الخيالي وبطل الشعوذة كونان البربري وقد قام بتأليفه روبرت إي هوارد. نشر لأول مرة بواسطة لانسر بوكس في مجموعة الغلاف الورقي كونان المتجول (1968)، والتي أعيد طبعها عدة مرات، أولاً بواسطة لانسر ولاحقًا بواسطة ايس بوكس حتى عام 1982. تم نشره منذ ذلك الحين بواسطة اوربيت بوكس في المجموعة الورقية الشاملة (سجلات كونان) (1990).

## الاقتباسات
عدلت القصة من قبل روي توماس وإيرني تشان في العدد رقم 35، بتاريخ الغلاف في نوفمبر 1978، من سلسلة مجلات ذا سافيج (سيف كونان الوحشي) . تمت إعادة طبع حكاية توماس / بوسسيما لاحقًا في كتاب دارك هورس كوميكس لعام 2008 ذي الغلاف الورقي سيف كونان الوحشي مجلد 3.

## روابط خارجية
- كونان البربري في AmratheLion.com
- Conan.com: الموقع الرسمي